# Ozomatli
Gli Ozomatli sono un gruppo musicale latin rock statunitense attivo dal 1995 e originario di Los Angeles.

## Formazione
Attuale
- Wil-Dog Abers - basso, voce
- Raul Pacheco - chitarra, voce
- Justin 'El Niño' Porée - percussioni, voce
- Asdrubal Sierra - tromba
- Ulises Bella - sassofono
- Jiro Tamaguchi - tabla, cajon
- Wally Valdez - batteria

## Discografia
Album studio
- 1998 - Ozomatli
- 2001 - Embrace the Chaos
- 2004 - Street Signs
- 2007 - Don't Mess with the Dragon
- 2010 - Fire Away
- 2012 - Ozomatli Presents Ozokidz
- 2014 - Place in the Sun

Live
- 2005 - Live at the Fillmore